# Bijie
Bijie (chiń. 毕节; pinyin Bìjíe) – miasto o statusie prefektury miejskiej w południowych Chinach, w prowincji Kuejczou. W 1999 roku prefektura liczyła 6 532 388 mieszkańców.
10 listopada 2011 roku przekształcono prefekturę Bijie w miasto na prawach prefektury.